# Ignition (Remix)
Ignition (Remix) è una canzone del cantante R&B americano R. Kelly, pubblicata nel 2003 come singolo dal suo album Chocolate Factory. Considerata come uno dei suoi brani più noti, ebbe molta popolarità negli Stati Uniti, in Europa e nell'Oceania.
Il pezzo è il secondo del musicista ad essere arrivato al primo posto delle classifiche della Gran Bretagna (il primo era I Believe I Can Fly del 1997). 
Nel 2012 venne incluso dalla rivista inglese Rolling Stone nella versione aggiornata della sua lista delle 500 migliori canzoni della storia al posto numero 494. Inoltre figura anche nella classifica dei 500 migliori brani del 2000 secondo Pitchfork, alla diciannovesima posizione.

## Struttura
La canzone è talvolta chiamata semplicemente Ignition per semplicità e per scopi di marketing. Con questo titolo infatti figurò nella Billboard.
Con il nome originale invece compare nell'album per distinguerla da Ignition, pezzo che, a parte appunto l'intestazione, gli assomiglia solo per alcuni elementi strumentali (come chitarre e percussioni).
Quest'ultimo fu pubblicato, tra l'altro come promo dell'album, ma non riuscì a entrare in nessun grafico di vendita. Fu comunque mandato in onda da molte stazioni radio insieme ad un'"assaggio del remix" che Kelly faceva sentire alla fine. Esso consisteva dell'introduzione e della prima strofa, che andavano poi a sfumare.

## Videoclip
Il video musicale è stato girato in un club dove Kelly, indossando una maglia del Boston Celtics, canta il brano. Questa scena è alternata con un'altra in cui si vede sempre il dj, questa volta in pelliccia bianca, cantare in un'altra parte del locale, più soft e naif. Nick Cannon e David N. Feldman compaiono ballando in alcune sequenze.

## Successo
Ignition (Remix) si rivelò un enorme successo per Kelly. Si posizionò al secondo posto della Billboard Hot 100, divenendo il pezzo più apprezzato degli anni 2000 del musicista e al primo nel Regno Unito (dove rimase per quattro settimane, diventando la sua prima hit inglese), in Australia e in Nuova Zelanda.

## Usi
- Una porzione di "Michael Jackson's Private Home Movies", una raccolta del 2003 di home movies che Jackson registrò durante la sua carriera per narrare la storia della sua vita, mostra il cantante ballare Ignition (Remix) sui sedili posteriori della macchina di Brett Ratner durante una vacanza a Miami del 2003.[2] Kelly, che sosteneva di essere stato tante volte pregato invano da Michael di scrivere una canzone per lui simile a Ignition (Remix), in seguito ha dichiarato nel 2009 dopo aver visto la clip sul web che <<Ho pianto quando l'ho visto la prima volta su YouTube [...] ho scritto un sacco di canzoni, sono stato in giro per il mondo e ho vinto tutti i tipi di premi e tutto il resto, ma [...] nessuno me l'aveva detto, io non sapevo che cosa avevo fatto fino a quando ho visto Michael Jackson nella parte posteriore della vettura che cantava e ballava la mia canzone 'Ignition'. Ecco quando è diventato ufficiale. Sono stato in attività per oltre 20 anni, ma in quel momento era diventato ufficiale il fatto che Kels era qui, baby.[3]>>
- Il pezzo è udibile nella commedia del 2003 "Love Don't Cost a Thing".
- Nel marzo del 2013, una curiosa petizione fu lanciata dall'associazione We the People che chiedeva che l'inno nazionale americano, The Star-Spangled Banner, fosse cambiato con Ignition (Remix).[4] Questa affermò che <<Noi sottoscritti, vorremmo che l'amministrazione di Obama riconosca la necessità di un nuovo inno nazionale, che anche quando fosse passato un decennio dalla sua creazione, risulti ancora fresco come appena uscito dalla cucina.>>[5]
- Nel 2014 Bruno Mars, per il suo The Moonshine Jungle Tour, ha inserito la traccia nei brani da eseguire durante il suo tour.

## Classifiche
| Classifica (2003)         | Posizione |
| ------------------------- | --------- |
| Australia                 | 1         |
| Francia                   | 38        |
| Germania                  | 36        |
| Irlanda                   | 1         |
| Nuova Zelanda             | 1         |
| Svezia                    | 46        |
| Regno Unito               | 1         |
| Stati Uniti               | 2         |
| Stati Uniti (pop)         | 1         |
| Stati Uniti (R&B/hip hop) | 2         |

### Classifiche di fine decennio
| Classifica (2000–2009) | Posizione |
| ---------------------- | --------- |
| Regno Unito            | 76        |
| Stati Uniti            | 74        |